# Liber pontificalis ecclesiae Ravennatis
Der Liber pontificalis ecclesiae Ravennatis (etwa: ‚Buch der Ravennater Bischofskirche‘) ist ein historisches Werk aus der Feder des Andreas Agnellus, eines Priesters aus Ravenna, das vor der Mitte des 9. Jahrhunderts entstand. Es enthält die Lebensbeschreibungen der 46 Erzbischöfe vom legendären Apollinaris bis zu Georg, dem 846 gestorbenen Erzbischof. Dabei ist jeweils ein Kapitel einem Bischof gewidmet. Allerdings sind die Viten der Erzbischöfe Valerius und Petronacius (Pertinax) aus der Zeit um 800 verloren. Nach Deborah Deliyannis (2006) entstanden zwischen 831 und 836 die c. 1–79, zwischen 837 und 839 die c. 80–107/09, dann zwischen 841/842 und 846 die c. 110–135, und erst nach 846 die c. 136–175.

## Inhalt

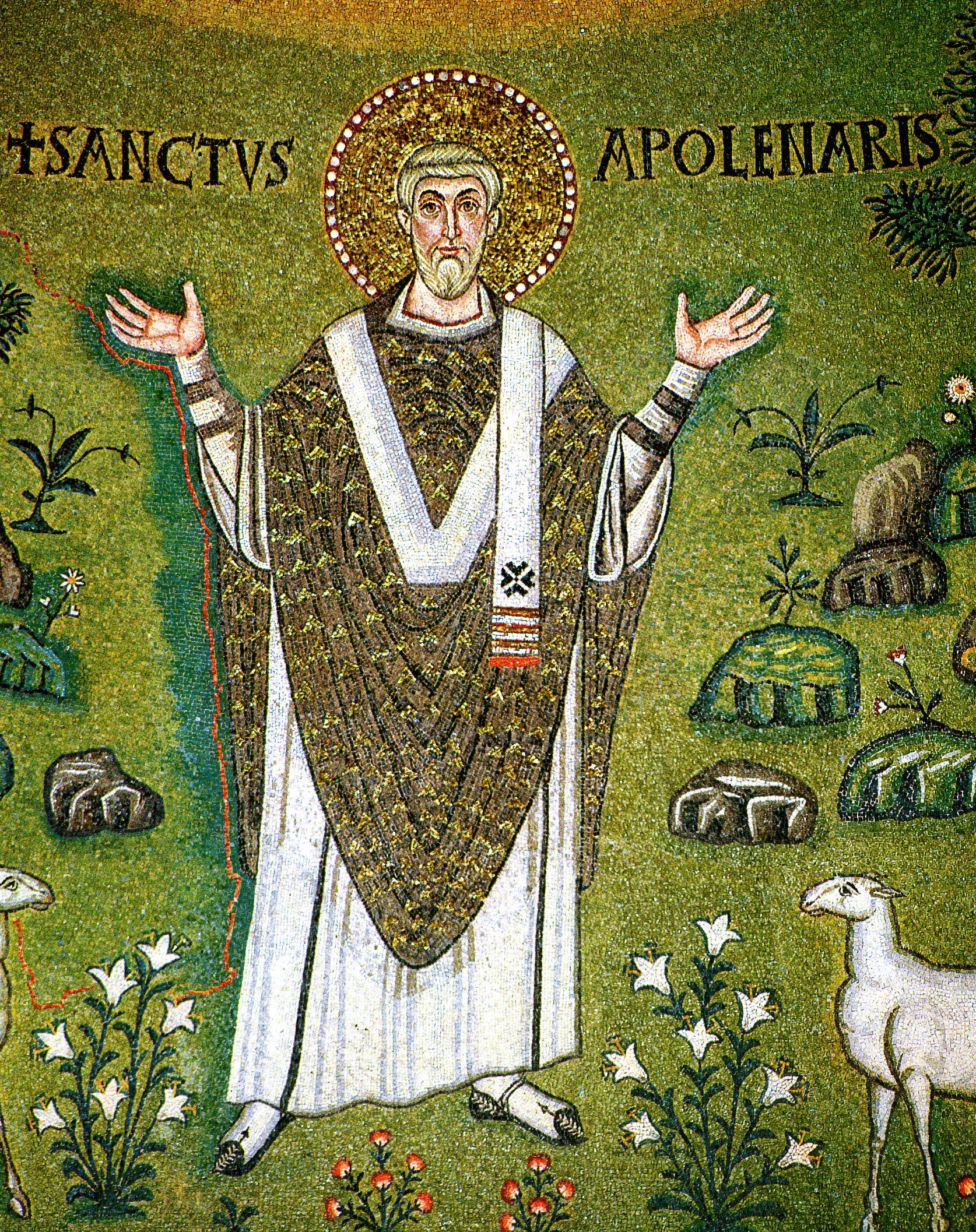
Darstellung des Apollinaris, Mosaik in der Apsis von Sant’Apollinare in Classe zu Ravenna (6. Jahrhundert)

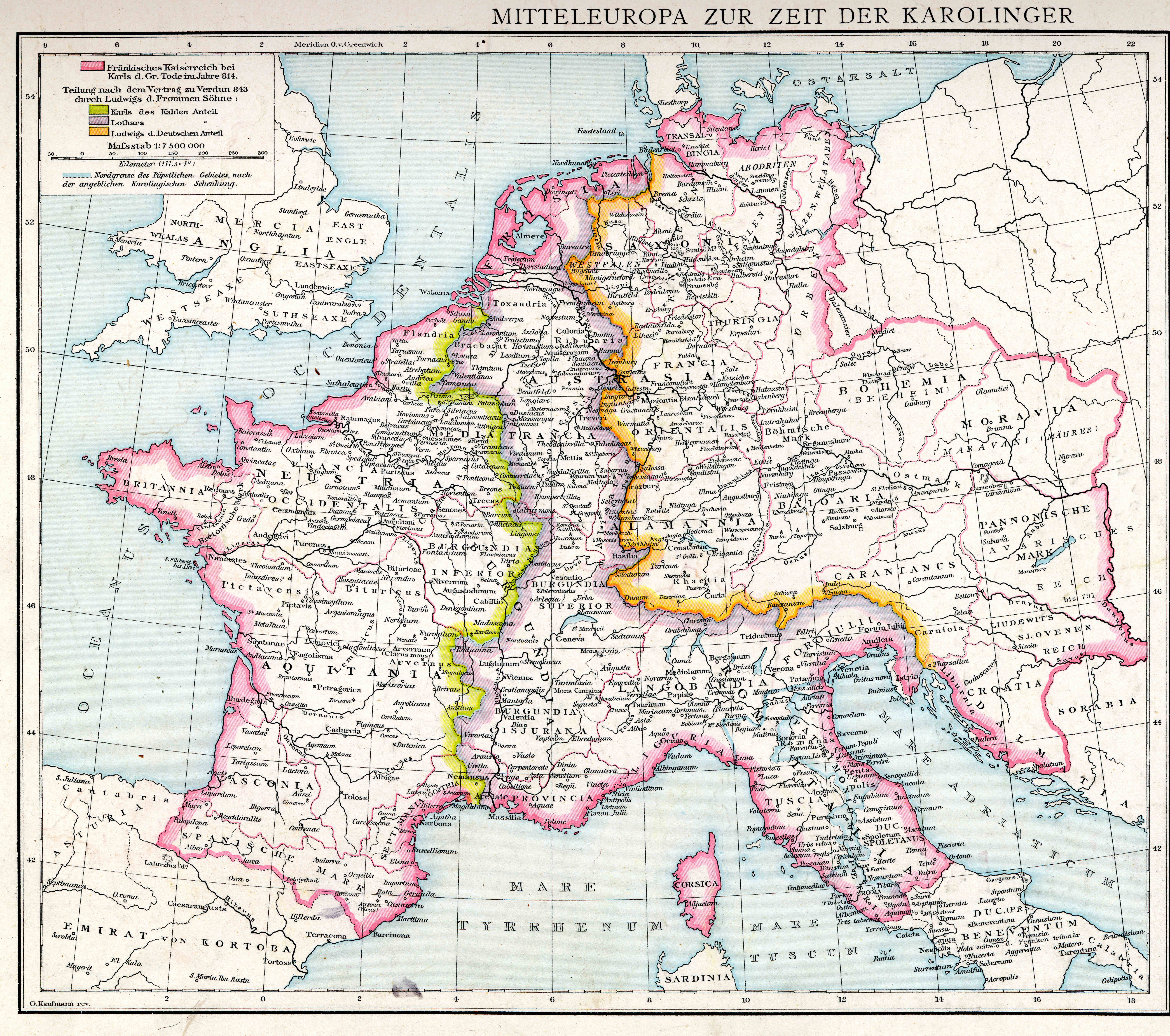
Das Karolingerreich unter den Söhnen Karls des Großen und die Teilung nach dem Vertrag von Verdun (843)

Der Text besteht aus einführenden Versen und einem Prolog, dem sich eine Serie von Viten der 46 Bischöfe und Erzbischöfe von Ravenna anschließt. Diese Reihe reicht vom angeblichen Schüler des hl. Petrus, dem hl. Apollinaris, bis in die Zeit des Verfassers. Zu Anfang des 5. Jahrhunderts erhielt einer der Bischöfe das Pallium, und schon Mitte des Jahrhunderts ordinierte der Ravennate Bischöfe in weitem Umkreis. Kaiser Justinian wies den Papst an, Bischof Maximianus auch formal den Status eines Erzbischofs zu verleihen. Ende des 6. Jahrhunderts kam es zu Konflikten mit Rom, 666 verlieh Kaiser Constans II. den Status der Autokephalie an Erzbischof Maurus. Der Erzbischof wurde nunmehr von dreien seiner Bischöfe konsekriert, nicht mehr vom Papst, der auch nicht mehr berechtigt war, ihm Befehle zu erteilen. 
Doch schon 680 unterstellte sich Erzbischof Theodor wieder der römischen Autorität, bzw. Papst Agatho und gab die Autokephalie wieder auf, die der Kaiser 682 auch formal widerrief. Seine Nachfolger, insbesondere Felix und Sergius, bemühten sich weiterhin um Autonomie gegenüber Rom, selbst als Karl der Große das Langobardenreich erobert hatte (bis 774). Dabei gab es Parteiungen innerhalb der Stadt, die offen für externe Einmischungen waren. Dies betraf die politische Ebene, also Franken, Langobarden, Byzantiner, und kirchenrechtliche, also pro-päpstliche und pro-autokephale Gruppen. Als der Bildersturm die Kirche spaltete, spielten auch deren Exponenten und ihre Gegner wesentliche Rollen, ein Konflikt, der die Auseinandersetzungen zwischen griechischen und lateinischen Klerikern womöglich verschärfte. In diesen komplexen Konflikten gelingt es dem Autor häufig selbst nicht, eine eindeutige Position zu beziehen, und so wechselt er häufig die Einstellung gegenüber der moralischen Haltung selbst individueller Exponenten, wie dem Exarchen oder bestimmten Päpsten, Königen oder Kaisern.
Agnellus verteidigt die von den Erzbischöfen bedrohten Freiheiten der Diakone und Priester und auch die überlieferten Rechte des Ravennater Bischofssitzes, seine Unabhängigkeit und seine Ableitung von den Aposteln. Andererseits verurteilt er den moralischen Niedergang einzelner Amtsinhaber der jüngeren Zeit und den Verlust klerikaler Rechte. Dies schlägt sich darin nieder, dass sein Urteil vor allem davon abhängt, wie sich die Amtsinhaber gegenüber dem Klerus verhielten, und davon, wie sie sich zu Rom stellten. Dabei füllt er die Viten der in seinen Augen guten Bischöfe mit Wundern, die üblen Vertreter hingegen sind dies ohne Rückhalt. Die insgesamt 32 Wunder verteilen sich über das Werk, je fünf konzentrieren sich dabei auf die Bischöfe Severus, Johannes I., Damianus und Felix. Dabei ist der Autor vom Niedergang der Stadt und des Bistums zutiefst getroffen.
Um die Bedeutung Ravennas im Verhältnis zu Rom zu betonen, baut er sein Werk analog zur Struktur des päpstlichen Liber Pontificalis auf, imitiert zum Teil dessen Sprache. Zudem ist sein Werk mit hagiographischen und exegetischen Abschnitten angefüllt, deren Sprache, Stil und literarische Konventionen er ebenfalls in sein Werk inkorporiert. Dabei nutzt der Autor verschiedene Erzählstile seiner Epoche, darunter erdachte Dialoge, aber auch erfundene Wunder (oder solche, die man von anderen berichtete), wobei er es von sich weist zu lügen, denn seine Komposition sei auf diese Art ohne Lücken, und auf diese Weise sollte die Heiligkeit des Bischofs untermauert werden. Meist wurde der Text von Historikern – nach Abgleich mit anderen Quellen – vorrangig für die Rekonstruktion von tatsächlichen Vorgängen genutzt, ohne dass dem Werk ein eigener Wert zuerkannt worden wäre.
Neben Manuskripten verwendet der Autor Inschriften an Gebäuden und Mosaiken als Quellen (so zitiert er wortwörtlich aus Buch IV des Paulus Diaconus, aber nur aus diesem Buch), was seinem Werk häufig einen thematisch sprunghaften Charakter verleiht. Auch nennt er in seinem Prolog eigene Anschauung und die Erzählungen von Älteren als Quellen. Für die Fälle, in denen er nicht ausfindig machen konnte, wie sie in ihr Amt gekommen seien, habe er ihr Leben komponiert, doch habe er dabei nicht gelogen, wie er glaubt. Allerdings hängt dies zum Teil auch damit zusammen, dass er offenbar Mühe hatte, eruierte Fakten den zutreffenden Bischöfen zuzuordnen. Nur ein einziges Dokument zitiert er wortgetreu, nämlich einen Brief Papst Felix IV. (525–530), der die Eigentumsrechte des Klerus stärkte und der bis in die Zeit Bischof Theodors (679–693) Gültigkeit beanspruchen konnte. 
Für den Autor war die Unterstellung unter Rom eine ‚Unterjochung‘, dementsprechend hob er jeden Bischof positiv hervor, der in eine Auseinandersetzung mit Rom geriet. Die Unterstellung unter Rom war dementsprechend Teil eines diabolischen Planes, wie er in c. 124 belegt. Petronax mit seinen guten Beziehungen zum Papst verlor den Kirchenschatz, oder sandte ihn nach Rom, Georg, den der Autor aus persönlichen Motiven ablehnte, versuchte anlässlich der Taufe einer Tochter Lothars I. in Pavia (c. 171) immerhin Einfluss beim Kaiser zu gewinnen, was auch nicht ohne entsprechende Geschenke möglich war. Insgesamt entstand, wohl angetrieben von der Ablehnung päpstlicher Ansprüche, auf diese Art ein Text, von dem Deborah Deliyannis annimmt, er sei einzigartig für das frühe Mittelalter.

## Der Verfasser
Über Agnellus existieren außerhalb seines Werkes keinerlei Angaben. Er selbst taucht an 18 Stellen in seinem Liber pontificalis auf, nämlich im Prolog, dann in c. 26, 39, 54, 64, 77 und 83, 110, 113, 119, ebenso in c. 136, 146, 149, 158, 159 und 162, schließlich in c. 163 und 167. Von einer zeitgenössischen Hand stammen zudem Hinweise in den vorangestellten „versiculi“, deren Verfasser sich als „minimus scolasticorum“ bezeichnet. Über die Verlässlichkeit lässt sich keinerlei Aussage gewinnen.

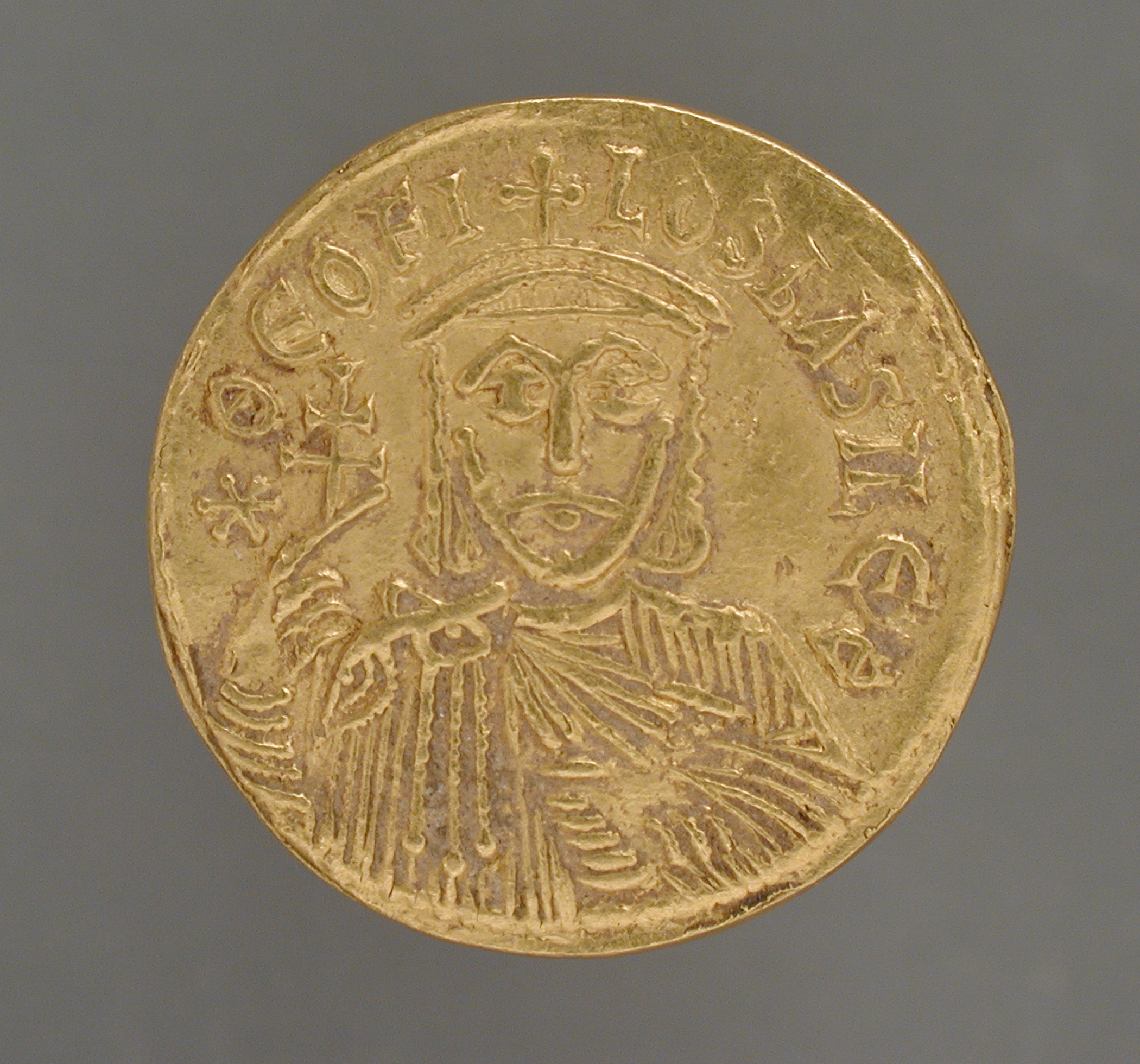
Solidus aus der Zeit der Kaiser Theophilos und Michael III.

In c. 54 teilt der Autor mit, er sei zu Beginn seiner Arbeit 32 Jahre und 10 Monate alt gewesen. Da er diesen Abschnitt wohl zwischen 827 und 836 verfasst haben dürfte, lässt sich sein Geburtsjahr etwa mit 794–804 bestimmen. Dabei sind die Angaben zu seiner Abstammung widersprüchlich, in jedem Falle entstammte er einer Familie von adligen Richtern der Stadt, wobei einer von ihnen in Rom im Gefängnis starb. Aus der väterlichen Verwandtschaft stammte der Diakon Sergius, der ihm ein Kloster hinterließ (c. 110). Seit Gina Fasoli gilt dies als bewusst gewählte Analogie zur Selbstdarstellung des Paulus Diaconus, der ebenfalls seine Vorfahren aufführte, aber auch von Gregor von Tours. Agnellus stammte also aus einer vermögenden, einflussreichen Familie, beherrschte entweder das Griechische, oder er wollte seinem Opus den Nimbus besonderer Bildung dadurch geben, dass er die Etymologie griechischer Begriffe einfügte. Gegen 200 Goldsolidi übereignete ihm Bischof Martin das Kloster S. Maria ad Blachernas. Das besagte, von seinem Verwandten Sergius übertragene Kloster war San Bartolomeo; auch dort wurde er Abt. Unter dem Jahr 833 bezeichnet sich Agnellus selbst als der zehnte Priester des Bistums, er rangierte also offenbar unter den bedeutenden Klerikern des Episkopats. Er besaß ein Haus, das sich nahe der Agneskirche befand (die im 19. Jahrhundert zerstört worden ist) und das er selbst errichtet hatte, wie er auch ansonsten bei baulichen Maßnahmen in der Stadt eine wesentliche Rolle gespielt zu haben scheint. Agnellus berichtet nur von einer einzigen Reise, nämlich anlässlich der Reise Erzbischof Georgs zur Taufe einer Tochter Kaiser Lothars in Pavia (c. 171) – es muss sich dabei wohl um Rotrud gehandelt haben, die fünfte Tochter des Karolingers. Auch habe er den von Theoderich gebauten Palast in der Stadt gesehen (c. 94). Seine Reise muss zwischen 837 und 839 erfolgt sein. Nur eine weitere Reise, nach Argentea, kaum 40 km von Ravenna entfernt, erwähnt er. Ausgerechnet jener Georg, den er nach Pavia begleitet hatte, entzog ihm das Kloster San Bartolomeo – wie sich der Autor beklagt, ohne Grund. Nach 846 erfahren wir nichts mehr über Agnellus, auch wenn Oswald Holder-Egger einen gleichlautenden Namen in einer Donation von 854 oder 869 entdeckt hat. Die Identität der Personen ließ sich nicht erweisen.

## Überlieferung und Editionen
Die ursprüngliche Handschrift ist verloren. Das Werk ist erst spät, nämlich im gegen 1413 angefertigten Codex Estensis saec. XV überliefert (auch Modena, Bibl. Estense, V F 19, sec. 15°), sowie in einem vatikanischen Fragment aus dem 16. Jahrhundert (Vat. lat. 5834, f. 117r-137v saec. xvi). Erwähnt wird es immerhin im 13. Jahrhundert. Das vatikanische Fragment bricht mit cap. 48 ab. Aber auch der Codex Estensis wurde, obwohl ihn Flavio Biondo benutzte, kaum wahrgenommen. Wiederentdeckt wurde er von Gian Pietro Ferretti († 1557), der aus Ravenna stammte und Bischof von Lavello wurde. Doch auch seine Geschichte der Kirche von Ravenna blieb Manuskript und ging noch vor 1589 verloren. Ein Teil einer Kopie gelangte nach Rom, wo er als besagtes Fragment überlebte. Hieronymus Rubeus, geboren als Girolamo Rossi, ragt unter den Ravennater Historikern mit seinem zehnbändigen, 1572 bei Aldo Manuzio und erneut 1589 in Venedig, dann abermals 1590 und 1603 erschienenen Opus Historiarum Ravennatium libri decem weit heraus. Er basierte mit Blick auf die frühe Geschichte Ravennas überwiegend auf dem Codex Estensis.
Ausschließliche Grundlage der Erstedition, der editio princeps von Benedetto Bacchini, dem seinerzeitigen Bibliothekar der Biblioteca Estense in Modena, war die dort befindliche Handschrift. Es folgten insgesamt vier weitere Editionen. Die Ausgaben von Muratori (1723) und Migne (1868) basierten auf dieser ersten Edition. Oswald Holder-Egger benutzte für seine 1878 erschienene Ausgabe zwar auch das vatikanische Manuskript, doch ausschließlich, um eindeutige Fehler der Estense-Handschrift zu korrigieren. Alessandro Testi-Rasponi wiederum edierte 1924 nur die Kapitel bis n. 104 von insgesamt 175 Kapiteln. Er bezeichnete die Modeneser Handschrift wegen ihrer schlechten Qualität als „l'infelicissimo codice Estense“. Deborah Deliyannis lieferte in ihrer Dissertation 1994 eine Übersetzung, 2006 eine kritische Ausgabe, die als Standardwerk gelten darf.

## Editionen, Übersetzung
- Benedetto Bacchini (Hrsg.): Agnelli Liber Pontificalis, sive; Vitæ Pontificum Ravennatum, Typis Antonii Capponii, Mutinæ (Modena) 1708 (3 Bände, Digitalisat).
- Oswald Holder-Egger (Hrsg.): Agnelli qui et Andreas Liber pontificalis ecclesiae Ravennatis (= Monumenta Germaniae Historica, Scriptores rerum Langobardorum), Hahn, Hannover 1878, S. 265–391 (Digitalisat).
- Deborah Mauskopf Deliyannis: The "Liber Pontificalis Ecclesiae Ravennatis". Critical edition and commentary, Dissertation, University of Pennsylvania, 1994.
- Claudia Nauerth (Hrsg. und Übersetzer): Liber Pontificalis – Bischofsbuch (in Latein und Deutsch) (= Fontes Christiani Bd. 21, 1–2), Herder, Freiburg 1996.
- Agnellus of Ravenna. The Book of Pontiffs of the Church of Ravenna, translated with an introduction and notes by Deborah Mauskopf Deliyannis (Medieval Texts in Translation), The Catholic University of America Press, Washington 2004.
- Deborah Mauskopf Deliyannis (Hrsg.): Agnelli Ravennatis Liber pontificalis Ecclesiae Ravennatis (= Corpus Christianorum Continuatio Mediaevalis 199), Brepols, Turnhout 2006, ISBN 978-2-503-04991-5